# Selaginella deflexa
Selaginella deflexa är en mosslummerväxtart som beskrevs av William Dunlop Brackenridge. Selaginella deflexa ingår i släktet mosslumrar, och familjen mosslummerväxter. Inga underarter finns listade i Catalogue of Life.